# رجل ميت (فلم)
رجل ميت (بالكورية: 데드맨) هو فيلم كوري جنوبي أُنتج عام 2024 من نوع فيلم إثارة جريمة أخرجه ها جون-وون، وأدّى دور البطولة فيه تشو جين وونغ وكيم هي أي ولي سو كيونغ. صدر الفيلم في السابع من فبراير عام 2024.

## القصة
تدور القصة حول عبقري في عالم الأعمال يُعرف بـ"البارج" الذي يكسب المال بناءً على اسمه، ولكن بعد اتهامه زوراً باختلاس 100 مليار وون وإجباره على العيش كشخص "ميت"، ينطلق في رحلة لاستعادة الحياة التي سرقها منه أشخاص مرتبطون به باسمه فقط.

## طاقم التمثيل
- تشو جين وونغ في دور لي مان-جاي، رجل كان يكسب عيشه ببيع اسمه ولكنه اتهم زوراً وأصبح "رجلاً ميتاً".
- كيم هي أي في دور السيدة شيم (شيم أون-جو)، مستشارة تهيمن على العالم السياسي بفضل مواردها الطبيعية وإصرارها.
- لي سو كيونغ في دور غونغ هي-جو، التي تتعهد بالانتقام بعد فقدان والدها.
- سويونغ في دور هيبستر، المدير الطبي لنادٍ مشهور وشعبي ومرتبط بعالم "البارج".
- تشوي جاي-وونغ في دور الممثل هوانغ، عضو الجمعية الوطنية الذي اكتسب ثقة لا محدودة من خلال شغفه وقناعته.
- بارك هو-سان في دور جو بيل-جو، رئيس لجنة الدعم خلال النهار، والمعروف بـ"جو الغسيل" الذي يغسل الأموال السياسية الهائلة ليلاً.
- كيم وون-هاي في دور غونغ مون-سيك، الذي عين لي مان-جاي في منصب المدير التنفيذي لشركة سبوتيك الناشئة.
- لي سي-هون في دور الوسيط الذي قدم لي مان-جاي لبيع اسمه.
- جون مو-سونغ في دور الختم الذي باعه ختمه وشرح له اسمه.
- يو يون-سو في دور يون سونغ-سو.

## الإنتاج
بدأ التصوير الرئيسي في نوفمبر 2021 وانتهى في فبراير 2022.

## الاستقبال

### شباك التذاكر
Citizen of a Kind قد حقق إيرادات بلغت 1.7 مليون دولار مع إجمالي مبيعات تذاكر بلغ 237,563 تذكرة.

## روابط خارجية
- رجل ميت  في قاعدة بيانات الأفلام على الإنترنت (بالإنجليزية)
- رجل ميت على هانسينما